# Gomphidius mediterraneus
Gomphidius mediterraneus är en svampart som beskrevs av D. Antonini & M. Antonini 2002. Gomphidius mediterraneus ingår i släktet Gomphidius och familjen Gomphidiaceae.   Inga underarter finns listade i Catalogue of Life.